# Маркворт, Фридрих
Фридрих Маркворт (нем. Friedrich Markworth; 14 февраля 1915, Вольфенбюттель — 13 января 1994, Детмольд) — немецкий офицер-подводник, капитан-лейтенант (1 сентября 1941 года).

## Биография
1 июля 1935 года поступил на флот кадетом. 1 апреля 1939 года произведен в лейтенанты.

## Вторая мировая война
Служил на легком крейсере «Кёнигсберг» и тяжелом крейсере «Блюхер». В июле 1940 года переведен в подводный флот. В качестве 1-го вахтенного офицера совершил 2 боевых похода на подлодке U-109.
С 22 июня 1942 по 1 сентября 1943 года командовал подлодкой U-66, на которой совершил 3 похода (проведя в море в общей сложности 325 суток). Ранее лодкой командовал Роберт-Рихард Цапп и она считалась одной из наиболее успешных подлодок германского флота. В первом походе в Карибское море Маркворт потопил 9 судов общим водоизмещением 48 896 брт. Кроме того, Маркворт установил несколько мин в районе Санта-Лючии, на которых позже подорвались 3 небольших военных корабля противника.
8 июля 1943 года награждён Рыцарским крестом Железного креста.
Во время последнего похода лодка Маркворта 3 августа 1943 года была атакована глубинными бомбами с американского эскортного авианосца «Кард» и получила тяжелые повреждения, однако смогла добраться до базы.
В октябре 1943 года Маркворт назначен офицером по боевой подготовке в 23-ю флотилию подлодок, а в марте 1945 года был переведен в 25-ю флотилию.
Всего за время военных действий Маркворт потопил 13 судов общим водоизмещением 74 067 брт и повредил 3 судна водоизмещением 10 236 брт.
После окончания войны получил медицинское образование и работал дантистом.